# Am Hulsberg

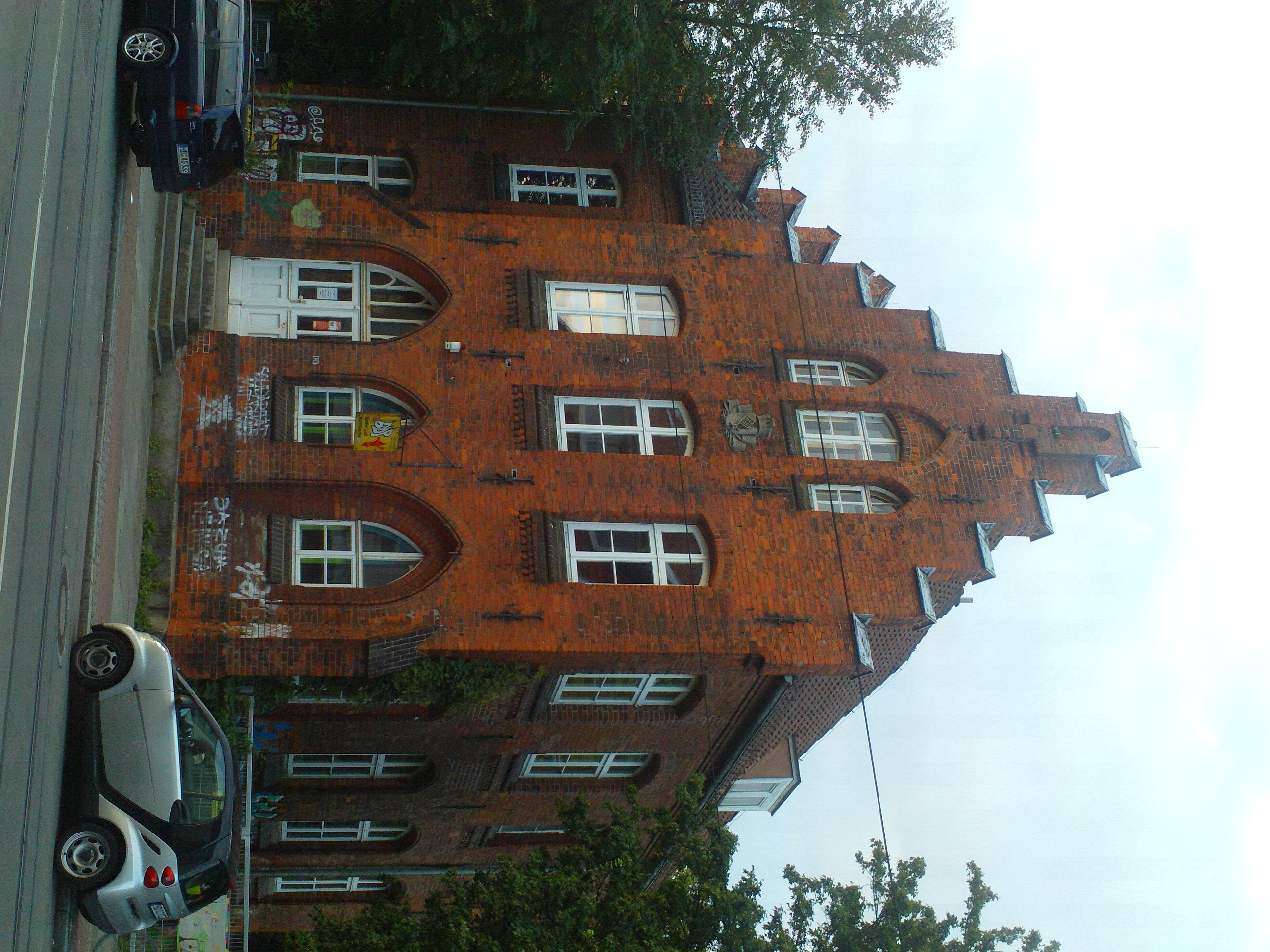
Nr. 136: Zollhaus

Die Straße  Am Hulsberg ist eine historische Straße in Bremen Stadtteil Östliche Vorstadt, Ortsteile Hulsberg und Peterswerder. Sie führt in West-Ost-Richtung von der Straße Am Schwarzen Meer zur Straße Bei den Drei Pfählen.
Die Querstraßen und Anschlussstraßen wurden oft nach Städten benannt u. a. als Am Schwarzen Meer (s. dort), Verdener Straße., Friedrich-Karl-Straße nach dem Preußenprinzen Friedrich Karl, Mindener Str., Bückeburger Straße, Nienburger Straße, Schaumburger Straße, Hülsenstraße von 1873/75 nach der Stechpalme, die in Norddeutschland früher auch Hülse genannt wurde, Getekamp nach einem früheren Nebenarm der Weser, von dem aus der Kamp bewässert wurde, Stader Straße, Bei den Drei Pfählen (früher der Alte Postweg) nach den früheren Grenzpfählen zwischen Bremen und Hastedt; ansonsten siehe beim Link zu den Straßen.

## Geschichte

### Name
Der Hulsberg war in dem über 20 Kilometer langen Dünenrücken von der Bremer Düne bis zur Verdener Heide ein kleiner Teilbereich, der 1383 erstmals genannt wurde. Die Straße wurde 1909 nach dem Ortsteil benannt. Stechpalmen wurden auch als Hulsen oder Hülsen bezeichnet, Pflanzen die damals dort wuchsen.

### Entwicklung
Im Mittelalter führte ein Handelsweg bzw. Landstraße von der Domburg in Bremen auf den Dünen entlang der Weser in Richtung Verden sowie nach Hamburg.
Die Aufhebung der Torsperre zur Bremer Altstadt und die rechtliche Gleichstellung der Vorstädter mit den Stadtbürgern in der Mitte des 19. Jahrhunderts, machte den Umzug in die Vorstädte attraktiver. Nachdem Teile des Ortsteils Steintor besiedelt waren, dehnte sich die Östliche Vorstadt weiter nach Osten aus. Die Straße wurde gepflastert und um 1870 bis 1880 wurden die Querstraßen angelegt.
Im Zweiten Weltkrieg gehörte die Östliche Vorstadt zu den nur sehr gering durch Bombenangriffe zerstörten Stadtteilen. Nach dem Krieg fand ein Wohnungsbau im nord-/östlichen Bereich der Straße statt.

### Verkehr
1879 wurde eine Pferdebahnlinie von Hastedt nach Walle auf der Roten Linie eröffnet und um 1900 elektrifiziert. 1908 erfolgte die Einführung von Liniennummern von 1 bis 8. Die Linie 10 stellte 1963 die Teilstrecke durch die Sankt-Jürgen-Straße ein und fuhr nun 1963 vom Steintor kommend wie die Linie 2 bis zur Haltestelle Bennigsenstraße danach über eine neugebaute eingleisige Strecke zur neuen Endstelle Georg-Bitter-Straße und zurück in Richtung Westen wie die Linie 3 über die Hamburger Straße.
Die Straßenbahn Bremen durchfährt heute die Straße mit der Linie 2 (Gröpelingen – Sebaldsbrück) und der Linie 10 (Gröpelingen – Hauptbahnhof – Sebaldsbrück).
Die Buslinie 22 (Kattenturm–Universität-Ost) tangiert im Nahverkehr in Bremen die Straße an der Stader Straße.

## Gebäude und Anlagen
In der Straße stehen überwiegend zwei- bis viergeschossige  Gebäude.
Bremer Baudenkmale
- Nr. 136: Verklinkertes, zweigeschossiges historisierendes Zollhaus Am Hulsberg von 1883 mit Treppengiebel nach Plänen von Johannes Rippe; später Schulgebäude und seit 1983 Jugendhaus des Bundes Deutscher Pfadfinder.[1]

Erwähnenswerte Gebäude und Anlagen
Nordseite
- Ecke Friedrich-Karlstraße: 8-gesch.  verputztes Wohn- und Geschäftshaus
- Nr. 6: 1-gesch. verputztes Wohn- und Geschäftshaus der 1910er Jahre mit Mansarddach
- Nr. 8 bis 16: 3-gesch. verputzte Wohn- und Geschäftshäuser der 1980/90er Jahr mit gerundeten Erkerne
- Nr. 44 bis 84: 1- und 2-gesch. verputzte Wohnhäuser
  - Nr. 74: 2-gesch. Wohn- und Geschäftshaus (Ristourante Italia) als Eckhaus mit Mansarddach
- Nr. 86 bis 94: 3-gesch. verputzte Wohnhäuser mit Giebelrisaliten
- Nr. 102 bis 132: 1-gesch. verputzte Wohnhäuser von nach 1920
- Nr. 136: s. oben; im Hintergrund die 3-gesch. verklinkerte Schule an der Stader Straße von 1915 bis 1920 nach Plänen der Architekten Wilhelm Knop und Max Fritsche g

Südseite
- Nr. 3: 4-gesch. verputztes, neueres Wohn- und Geschäftshaus
- Nr. 11: 2- und 3-gesch. verputztes und verklinkertes Gebäude mit Erker und Giebel zur Straße; seit den 1990er Jahren das Bremer Frauen-Stadthaus
- Nr. 13 bis 19: 2-gesch. Wohn- und Geschäftshäuser
- Nr. 21 Ecke Bückeburger-Straße: 4-gesch. verklinkertes Wohnhaus der 1920er Jahre
- Nr. 31: 2-gesch. verklinkertes Geschäftshaus (Praxis) von um 1900 mit mittlerem prägendem Portal
- Nr. 37 bis 59: 4-gesch. Wohnhäuser von nach 1970
- Nr. 91 bis 137/139: Diverse 1- bis 4-gesch. Wohnhäuser bzw. Wohn- und Geschäftshäuser mit sehr unterschiedlichen Gebäudehöhen
- Ecke Stader Straße: 4-gesch. verputztes Wohn- und Geschäftshaus von nach 1970